# Bronzen Schild
Het Bronzen Schild is de hoogste Nederlandse militaire onderscheiding voor een militaire eenheid die de Commandant Landstrijdkrachten kan toekennen. Sinds de instelling in 1966 is het Bronzen Schild dertien keer uitgereikt. De plaquette wordt uitgereikt door de Commandant Landstrijdkrachten. 

## Gedecoreerde eenheden
| Jaar | Eenheid                                              | Tekst | Afbeelding | Locatie                                                 |
| ---- | ---------------------------------------------------- | --- | ---------- | ------------------------------------------------------- |
| 1966 | 17 Infanteriebataljon                                | voor buitengewone toewijding en bijzonder loffelijk optreden tijdens het verblijf in Nederlands Nieuw-Guinea in het jaar 1962                                                                                             |            |                                                         |
| 1966 | 928 Afdeling Lichte Luchtdoelartillerie              | |            |                                                         |
| 1966 | 940 Afdeling Lichte Luchtdoelartillerie              | voor buitengewone toewijding en bijzonder loffelijk optreden tijdens het verblijf in Nederlands Nieuw-Guinea in het jaar 1962                                                                                             |            |                                                         |
| 1966 | 41 Infanteriebataljon Stoottroepen (Nieuw-Guinea)    | |            |                                                         |
| 1981 | Explosieven Opruimingsdienst                         | |            |                                                         |
| 1983 | 44 Pantserinfanteriebataljon (UNIFIL)                | Van 10 maart 1979 tot 20 oktober 1983, deel uitmakend van UNIFIL, onder zeer moeilijke en gevaarlijke omstandigheden, op voortreffelijke wijze een bijdrage geleverd aan de handhaving van vrede en veiligheid in Libanon |            |                                                         |
| 2009 | 108 Commandotroepencompagnie                         | voor buitengewone toewijding en bijzonder loffelijk optreden tijdens het verblijf in Uruzghan, Afghanistan in het jaar 2006                                                                                               |            | Engelbrecht van Nassaukazerne Roosendaal, Noord-Brabant |
| 2011 | Oorlogsgravenstichting                               | voor buitengewone toewijding en bijzonder loffelijk optreden in de zorg voor het Nederlandse oorlogsgraf 1946-2011 |            | Militair ereveld Grebbeberg Rhenen, Gelderland          |
| 2012 | 6 Infanteriebataljon (Nieuw-Guinea)                  | voor buitengewone toewijding en bijzonder loffelijk optreden tijdens het verblijf in Nederlands Nieuw-Guinea in het jaar 1962                                                                                             |            |                                                         |
| 2014 | 105 Commandotroepencompagnie                         | voor buitengewone toewijding en bijzonder loffelijk optreden tijdens het verblijf in Uruzghan, Afghanistan in het jaar 2009                                                                                               |            | Engelbrecht van Nassaukazerne Roosendaal, Noord-Brabant |
| 2015 | 101 Geniebataljon                                    | voor buitengewone toewijding en bijzonder loffelijk optreden tijdens nationale en internationale inzet in de jaren 2000-2015                                                                                              |            | Oranjekazerne Schaarsbergen, Gelderland                 |
| 2015 | Defensie Grondgebonden Luchtverdedigingscommando     | voor buitengewone toewijding en bijzonder loffelijk optreden tijdens het verblijf in Turkije in de jaren 2013-2015 |            | Luitenant-generaal Bestkazerne Vredepeel, Limburg       |
| 2016 | 7 Afdeling Lichte Luchtdoelartillerie (Nieuw-Guinea) | voor buitengewone toewijding en bijzonder loffelijk optreden tijdens het verblijf in Nederlands Nieuw-Guinea in de jaren 1958-1962                                                                                        |            | Luitenant-generaal Bestkazerne Vredepeel, Limburg       |
| 2019 | 11 Geniecompagnie Luchtmobiele brigade               | Voor buitengewone toewijding en bijzonder verdienstelijk optreden in de periode 1992 - 2017 |            | Oranjekazerne, Schaarsbergen                            |
| 2019 | Explosieven Opruimingsdienst Defensie                | voor buitengewone toewijding en bijzonder lovenswaardig optreden gedurende de periode 2009-2019 |            | Sergeant-majoor Scheickkazerne Soesterberg, Gelderland  |
| 2020 | Regiment Geneeskundige Troepen                       | voor buitengewone toewijding en bijzonder lovenswaardig optreden tijdens nationale en internationale inzet in de jaren 1869-2020                                                                                          |            | Generaal Spoorkazerne Ermelo, Gelderland                |
| 2024 | Regiment Verbindingstroepen                          | voor buitengewone toewijding en bijzonder loffelijk optreden tijdens nationale en internationale inzet in de jaren 1874-2024                                                                                              |            | Generaal-Majoor Kootkazerne Stroe, Gelderland           |